# Reynosa
Reynosa là một đô thị thuộc bang Tamaulipas, México. Năm 2005, dân số của đô thị này là 526888 người.